# Staryj Oskol
Staryj Oskol (in russo Старый Оскол?, letteralmente "vecchio Oskol") è una città della Russia europea sudoccidentale, nell'oblast' di Belgorod, situata sul fiume Oskol; è il capoluogo amministrativo del Starooskol'skij rajon, pur essendone formalmente autonoma.
Fondata come fortezza nel 1593, come parte di una linea di fortificazioni posta a guardia dei confini meridionali del territorio moscovita, la città subì nei secoli successivi le dominazioni tatara e polacca; cadde sotto i bolscevichi nel 1919. Dopo gli eventi della seconda guerra mondiale, la città fu interessata da una fase di veloce sviluppo industriale, che portò ad un grosso incremento di popolazione.
Staryj Oskol è ai nostri giorni un grosso centro minerario per l'estrazione di minerali di ferro. Si trova infatti lungo i confini della cosiddetta anomalia magnetica di Kursk, uno dei più imponenti depositi al mondo di questi minerali.

## Società

### Evoluzione demografica
Fonte: mojgorod.ru
- 1897: 16.700
- 1926: 20.000
- 1939: 10.900
- 1959: 27.500
- 1970: 51.500
- 1979: 114.900
- 1989: 173.900
- 2007: 219.100

## Amministrazione

### Gemellaggi
- Salzgitter, Germania